# 马头镇 (邯郸市)
马头镇，是中华人民共和国河北省邯郸市邯山区下辖的一个乡镇级行政单位。

## 行政区划
马头镇下辖以下地区：
马电社区、马选社区、马铝社区、马头机械厂社区、中社区、关东洼社区、兴盛社区、铁路社区、中大街村、粮市街村、桥东街村、下湾街村、后台街村、上西街村、西村、车骑关村、董家街村、刘庄村、李东街村和李西街村。

## 交通
- 京广铁路：马头站 (河北省)